# Salix reticulata

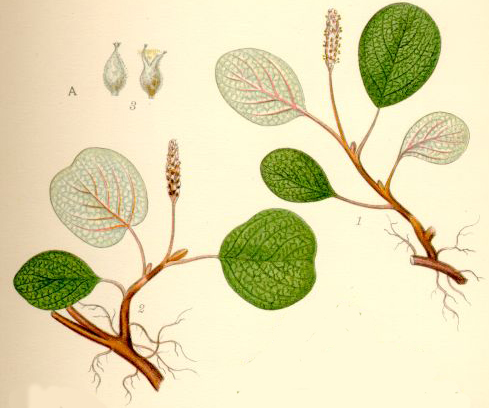
Salix reticulata

El sauce enano reticulado (Salix reticulata), es un arbusto de la familia de las salicáceas.

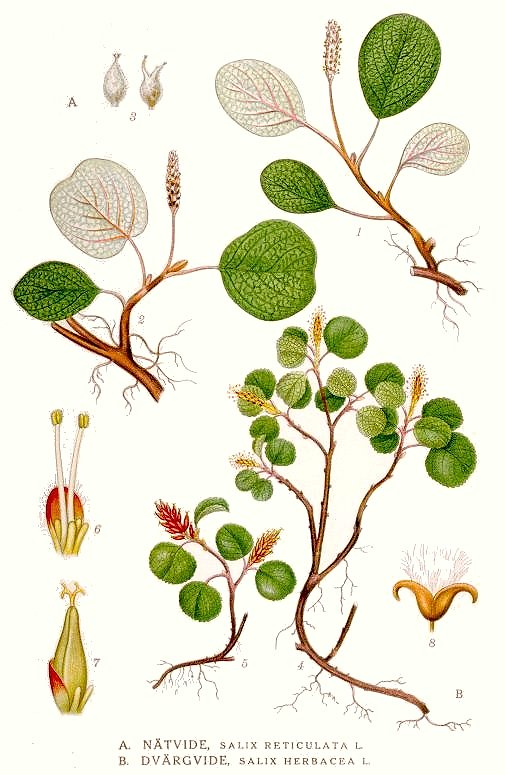
Ilustración

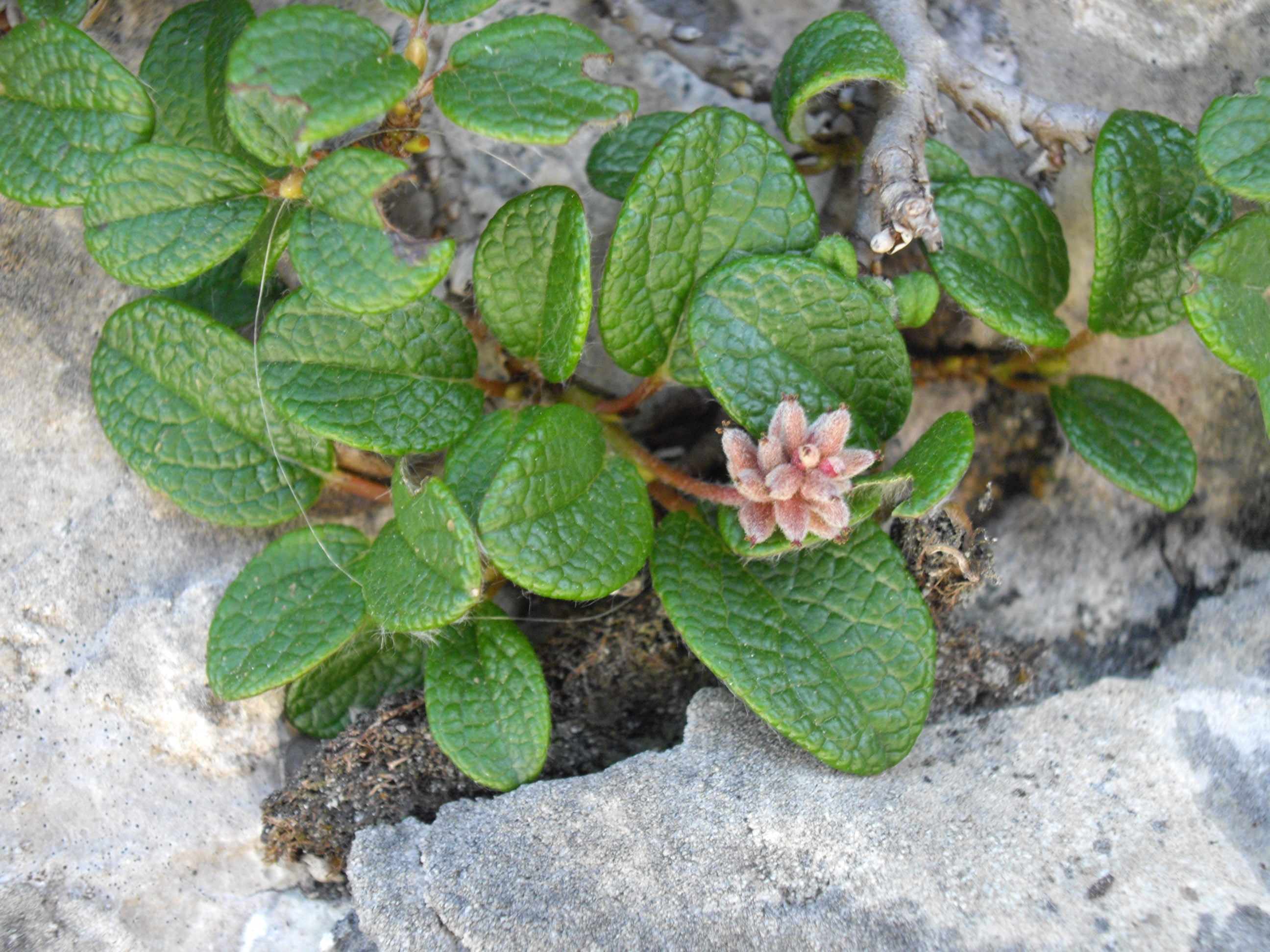
En su hábitat

## Descripción
Arbusto postrado, con ramas extendidas sobre la superficie del suelo y que desarrollan raíces; ramitas de color pardo amarillento a pardo oscuro, glabras habitualmente mates. Hojas pecioladas de 1-5 cm de largo y 1-4 cm de ancho, como máximo dos veces más largas que anchas, con su parte más ancha aproximadamente en el centro, elípticas anchas o casi redondas, más o menos redondeadas en ambos extremos, a veces emarginadas en el ápice; haz de color verde oscuro a verde oliváceo, mate, cuando jóvenes con pilosidad dispersa en el nervio medio, o totalmente glabras, con nerviación reticulada hundida, conspicua; envés con nerviación prominente, de color verde grisáceo a verde blanquecino, con pilosidad larga, entre dispersa y densa, con pelos bastante rectos; borde foliar curvado hacia abajo, liso, sin dientes, ocasionalmente algo ondulado y crenado; pecíolo foliar de 0,5-2 cm de largo; estípulas ausentes. Las inflorescencias aparecen al mismo tiempo que las hojas. Amentos masculinos finamente cilíndricos, de 1,5-3,5 cm de largo y unos 5 mm de ancho, densos, con pedúnculo de hasta 2 cm de largo; brácteas tectrices redondas, redondeadas o ligeramente emarginadas en el ápice, de color pardo rojizo, con pilosidad lanosa blanca, más glabras en la cara exterior y hacia el ápice; estambres unas dos veces más largos que la bráctea tectriz; filamentos estaminales pilosos por la base; anteras redondeadas, pardas; 2 glándulas nectarias, aproximadamente la mitad de largas que la bráctea tectriz e irregularmente divididos. Amentos femeninos de unos 2 cm de largo y 5 mm de ancho, densos con pedúnculo de hasta 3 cm de largo; ovario ovado, de hasta 3 mm de largo, aproximadamente 1 1/2 veces más largo que la bráctea tectriz, con pilosidad densa, corta y gris, casi sentado; estilo corto; estigma bífido, con cada mitad a menudo dividida en 4 partes hasta 1/4 de su longitud. Florece en el verano.

## Hábitat
En la montaña y la alta montaña, por lo general solo por encima del límite del bosque, desde 1700 hasta 2500 m de altitud; ocasionalmente hasta los 3000 m. En comunidades de arbustos rastreros alpinos sobre suelos calcáreos, rocosos, largo tiempo cubiertos por la nieve, como planta pionera sobre bloques de roca. A menudo entre pinos de montaña. Ocasionalmente se encuentra también esta especie en lugares más bajos, a donde ha sido transportada quizá por los ríos.

## Distribución
Planta ártica alpina. En la región de Europa y Asia, a excepción de Islandia y las islas Spitzbergen. Montañas de Escandinavia y Escocia, Pirineos, Alpes, Jura, montes de la península balcánica Cárpatos (Alpes de Transilvania , Montes Metálicos, Transilvania), Urales, Altái, montes de Siberia Oriental. Falta en el Cáucaso y el Himalaya.

## Observaciones
El sauce enano reticulado se reconoce a primera vista por sus hojas, que parecen arrugadas. Ocupa un lugar especial dentro del género de los sauces a causa de la extraña forma de sus glándulas nectarias, y por ello fue clasificado también en un género independiente (Chamitea). Sus hojas características se han conservado bien en los sedimentos lacustres de las épocas glaciales, en las denominadas arcillas de Dryas (Dryas octopetala, una rosácea). Su presencia en estas arcillas, es un indicio del gran empeoramiento climático durante las eras glaciares. El sauce enano reticulado se hallaba distribuido entonces también en las zonas bajas de Europa, donde reinaba una temperatura anual de unos 10° menos que la actual.

## Taxonomía
Salix reticulata fue descrita por Carlos Linneo y publicado en Species Plantarum 2: 1018-1019, en el año 1753.
Etimología
Salix: nombre genérico latino para el sauce, sus ramas y madera.
reticulata: epíteto latino que significa "reticulado".
Variedades aceptadas
- Salix reticulata var. nana Andersson
- Salix reticulata var. reticulata

Sinonimia
- Salix orbicularis Andersson[5]